# Escola Normal Modelo
|                      |  |  |
| Escola Normal Modelo |  |  |

A Escola Normal Modelo foi estabelecida e mantida pelo governo do estado de Minas Gerais por meio da Lei 439 de 28 de setembro de 1906 e regulamentada pelo Decreto 1.960 de 1909. Sua administração, bem como a das escolas anexas era realizada por um único diretor designado pelo governo, sendo que o designado deveria ser também professor da instituição, passando, assim, a ocupar os dois cargos.
Segundo o artigo 142 do decreto que regulamentava a instituição, sua finalidade era preparar os professores primários com todas as qualidades necessárias ao exercício do magistério. No contexto da Reforma Francisco Campos, a Escola Normal Modelo foi alvo da atenção dos governantes que se baseavam na mudança da sociedade a partir da educação.
A instituição tornou-se “referência do ensino público em Minas Gerais” por sua prática metodológica diferenciada das demais escolas, prática essa caracterizada, principalmente, pela educação através do modelo científico. Como prática educacional distinta seu artigo 11 vetava "o ensino de qualquer matéria processos que não fossem intuitivos e práticos ou que substituíssem a observação e a reflexão por esforços de memória", dispensando, sempre que possível, a utilização de materiais como compêndios e práticas como lições ditadas..
Em 28 de fevereiro de 1946 a Escola Normal Modelo transformou-se no Instituto de Educação de Minas Gerais por meio do Decreto 1.666.